# Castrovillari
Castrovillari är en ort och kommun i provinsen Cosenza i regionen Kalabrien i Italien. Kommunen hade 22 037 invånare (2017).